# Embalse de Rialb
El embalse de Rialb, conocido también como pantano de Rialb, es una reserva de agua ubicada en Cataluña. Este embalse es alimentado por los ríos Segre, Rialb y Ribera Salada.

## Situación y descripción

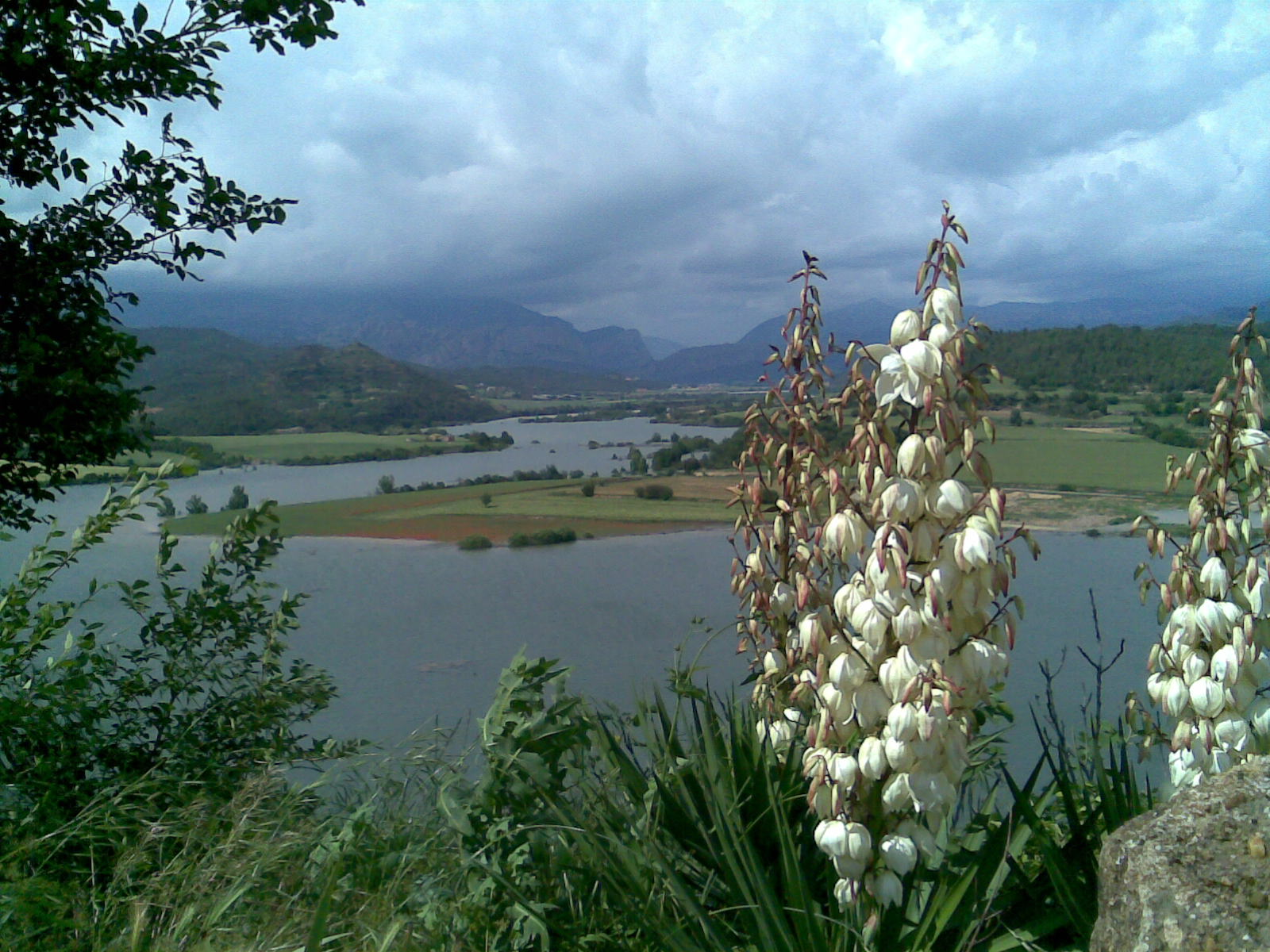
El embalse cerca de Nuncarga (Peramola).

La presa se extiende por el noroeste de la comarca de la Noguera en los municipios de Ponts, La Baronia de Rialb y Tiurana, y en menor extensión por Basella, Peramola y Oliana, en el extremo norte del Alt Urgel. Afecta especialmente al municipio de La Baronia de Rialb, que da nombre al pantano.
La presa tiene una altura de 99 metros y se comenzó a construir en 1992, a unos pocos kilómetros más abajo del embalse de Oliana. Rialb se comenzó a llenar en 1999 y fue inaugurado en el año 2000. La construcción supuso una inversión de 40.000 millones de pesetas y tiene una capacidad de 402,8 hectómetros cúbicos, es decir, cuatro veces la de Oliana. 
Sus principales destinatarios son los canales de Urgel y Segarra-Garrigues, este último en fase de construcción, además de abastecer de agua unos 80 núcleos de población. El pantano es gestionado por la Confederación Hidrográfica del Ebro. Además, en el 2006 se puso en marcha la central hidroeléctrica de Rialb y su subestación contigua.
Aunque el pantano fue inaugurado en 2000, y tras once años de llenado, no se llegó hasta su cota máxima hasta en abril de 2010. Si bien el impacto por la construcción de la infraestructura fue muy importante −tanto a nivel paisajístico como medioambiental−, en junio de 2008 se creó un consorcio para coordinar la promoción turística y el desarrollo económico de los municipios afectados por ella.